# 静思语
《静思語》，慈济基金会創立者释证严的言论集，释证严弟子将其整理用于教育弟子。現在刊行3巻，2巻由蔡志忠绘图。台湾一些中小学校教师把《静思語》用于道德教育。

## 內容舉例
- 施比受更有福。 （原創：《路加福音》）
- 受苦的人，沒有悲觀的權利。（原創：尼采）
- 做學問要在不疑處有疑，待人要在疑處不疑。 （原創：胡適）
- 靜坐常思己過，閒談莫論人非。（原創：《格言聯璧》）

## 刊行
- 『静思語　第一集』（1989年、九歌出版社 →慈济文化出版社），ISBN 957-830-043-3 （繁體中文）
- 『静思語　第二集』（1991年、九歌出版社 →慈济文化出版社），ISBN 957-560-165-3 （繁體中文），ISBN 957-830-044-1 （繁體中文），ISBN 978-730-908-838-0 （简体中文）
- 『静思語　第三集』（2009年、慈济文化出版社），ISBN 978-986-737-377-9 （繁體中文），ISBN 978-730-906-912-9 （简体中文）